# Морено, Юдель
Юдель Морено Эрнандес (исп. Yudel Moreno Hernández; род. 24 февраля 1983, Сьенфуэгос) — кубинский метатель копья, призёр международных соревнований. Личный рекорд (80,19 м.) установил 31 мая 2006 года в Валенсии (Венесуэла).

## Карьера
Юдель Морено родился 24 февраля 1983 года в Сьенфуэгос (провинция Сьенфуэгос, Куба). 
В 2002 году выиграл Чемпионат Центральной Америки и Карибского бассейна среди юниоров (до 20 лет), проходивший в Бриджтауне (Барбадос), с результатом 67,59 м. На состоявшемся в том же году чемпионате мира среди юниоров в Кингстоне (Ямайка) занял 10 место, выбыв после третьей попытки.
На взрослом уровне его высшее достижение — серебряные медали, выигранные в 2005 году на чемпионате Центральной Америки и Карибского бассейна на Багамских островах и в 2006 году на Играх стран Центральной Америки и Карибского бассейна в Колумбии.

## Основные результаты
| Год  | Соревнование                                                                  | Город                      | Место | Спортивный результат |
| ---- | ----------------------------------------------------------------------------- | -------------------------- | ----- | -------------------- |
| 2002 | Чемпионат Центральной Америки и Карибского бассейна среди юниоров (до 20 лет) | Бриджтаун (Барбадос)       | 1-й   | 67,59 м              |
| 2002 | Чемпионат мира среди юниоров                                                  | Кингстон (Ямайка)          | 10-й  | 68,47 м              |
| 2005 | ALBA Games                                                                    | Гавана (Куба)              | 3-й   | 77,97 м              |
| 2005 | Чемпионат Центральной Америки и Карибского бассейна                           | Нассау (Багамские Острова) | 2-й   | 73,95 м              |
| 2006 | Игры стран Центральной Америки и Карибского бассейна                          | Картахена (Колумбия)       | 2-й   | 78,44 м              |
| 2009 | ALBA Games                                                                    | Гавана (Куба)              | 3-й   | 69,28 м              |
| 2009 | Чемпионат Центральной Америки и Карибского бассейна                           | Гавана (Куба)              | 4-й   | 70,16 м              |